# Ruud van Bennekom
Ruud van Bennekom (Rotterdam, 9 februari 1960) is een Nederlandse bestuurder en PvdA-politicus. Sinds 15 november 2018 is hij burgemeester van de gemeente Bunnik. Op 12 november 2024 is hij herbenoemd voor zijn tweede ambtstermijn.

## Leven en werk
Van Bennekom studeerde tot 1987 politicologie aan de Erasmus Universiteit Rotterdam. Vanaf 1986 was hij gedurende drie termijnen lid van de Rotterdamse deelgemeenteraad van Overschie. Hij startte zijn loopbaan in 1987 bij de gemeente Rotterdam als beleidsmedewerker/projectleider op gebied van criminaliteitspreventie.
Vanaf 1993 was hij tien jaar senior beleidsmedewerker openbare orde en veiligheid bij de Vereniging van Nederlandse Gemeenten. Vanaf 2000 combineerde hij deze functie met het projectleiderschap van de vernieuwingsimpuls dualisme en lokale democratie.  In 2003 werd hij directeur van het Nederlands Genootschap van Burgemeesters.
Van Bennekom is sinds 15 november 2018 burgemeester van de gemeente Bunnik. De gemeente bestaat uit de dorpen Bunnik, Odijk en Werkhoven. Hij is getrouwd, heeft twee dochters en woonde tot zijn burgemeesterschap in Bergschenhoek. Sinds zijn benoeming in 2018 woont hij in de ambtswoning in Bunnik. Op 12 november 2024 is Ruud van Bennekom door commissaris van de Koning Hans Oosters herbenoemd voor zijn tweede ambtstermijn.
1. ↑  Herbenoeming burgemeester Ruud van Bennekom. Gemeente Bunnik (13 november 2024). Geraadpleegd op 15 november 2024.